# کانادایی‌های آنگلو-هندی
کانادایی‌های آنگلو-هندی (انگلیسی: Anglo-Indian Canadians) آن دسته از شهروندان کانادا هستند که دارای نسب آنگلو-هندی هستند. بسیاری از آن‌ها از شبه قاره هند هستند با این حال برخی از آن‌ها نیز در سال‌های اخیر از هندی‌های بریتانیایی هستند.

## کانادایی‌های آنگلو-هندی سرشناس
- راسل پیترس (متولد ۱۹۷۰)، کمدین کانادایی
- بوریس کارلوف (متولد ۱۸۸۷ ، درگذشته ۱۹۶۹)، بازیگر کانادایی-بریتانیایی